# Xã Arthur, Michigan
Xã Arthur (tiếng Anh: Arthur Township) là một xã thuộc quận Clare, tiểu bang Michigan, Hoa Kỳ. Năm 2010, dân số của xã này là 647 người.